# Пономаренко, Леонид Николаевич
Леонид Николаевич Пономаренко (18 марта 1919 — 1 февраля 2014) — советский офицер-пехотинец в годы Великой Отечественной войны. Герой Советского Союза (21.07.1944). Гвардии майор.

## Биография
Леонид Николаевич Пономаренко родился 18 марта 1919 года в деревне Борки Томского уезда Томской губернии РСФСР (ныне Яшкинский район, Кемеровская область, Российская Федерация) в русской крестьянской семье Николая Григорьевича и Антонины Харитоновны Пономаренко. Образование 7 классов. В семье Пономаренко было девять детей, и Леонид Николаевич, будучи старшим из сыновей, чтобы помогать родителям, вынужден был с 15 лет пойти на работу. Сначала он разгружал вагоны с углём, затем устроился грузчиком на железнодорожной станции Юрга, позднее стал работать мастером убойного цеха Юргинского мясокомбината. Работу он совмещал с занятиями в Осоавиахиме. До призыва на военную службу Леонид Николаевич сдал нормы ГТО и выполнил норматив «Ворошиловского стрелка».
В ряды Рабоче-крестьянской Красной Армии Л. Н. Пономаренко был призван Юргинским районным военкоматом Новосибирской области в сентябре 1939 года. Срочную службу начал рядовым в 266-м стрелковом полку 93-й стрелковой дивизии Забайкальского военного округа. Дивизия в тот момент находилась в полной боевой готовности на станции Даурия с целью отражения возможной японской агрессии. Но её участия в боевых действиях не потребовалось. После разгрома японских милитаристов на реке Халхин-Гол в октябре 1939 года дивизия вернулась к месту постоянной дислокации в Антипиху. Вскоре Леонида Николаевича направили на учёбу в окружную школу младших авиационных специалистов в Читу. По окончании учёбы он продолжил службу в своей части в должности помощника командира взвода.
6 октября 1941 года 93-я Восточно-Сибирская стрелковая дивизия, в которой служил командир стрелкового отделения старшина Л. Н. Пономаренко, начала погрузку в эшелоны для отправки на Западный фронт. 22 октября 1941 года дивизия заняла позиции на подступах к Москве в районе Подольска. Вскоре она была включена в состав 43-й армии и получила приказ остановить наступление немецких войск по калужскому шоссе. Совершив сорокапятикилометровый марш, 93-я стрелковая дивизия 25 октября 1941 года вступила в бой с передовыми частями вермахта на рубеже Каменка—Богородское—Рогово. После того, как наступление немцев на этом направлении было остановлено, дивизия была выведена в тыл. 7 ноября 1941 года старшина Л. Н. Пономаренко участвовал в параде на Красной площади, после чего в составе своего подразделения вновь отбыл на фронт. 9 декабря 1941 года Леонид Николаевич был тяжело ранен в бою на реке Наре под Наро-Фоминском и эвакуирован в госпиталь.
После полуторамесячного лечения в госпитале города Томска, Л. Н. Пономаренко был направлен в Новосибирск, где окончил ускоренные курсы младших лейтенантов. В сентябре 1942 года младший лейтенант Л. Н. Пономаренко прибыл в 39-ю гвардейскую стрелковую дивизию 62-й армии Юго-Восточного фронта. В качестве командира стрелковой роты он участвовал в боях в районе посёлка Котлубань, затем севернее Сталинграда. Вновь был тяжело ранен осколком снаряда. Лечился в Новосибирске, откуда после выздоровления в январе 1943 года был направлен в Ленинград. На Ленинградском фронте во время обороны Ленинграда Леонид Николаевич воевал в должности командира стрелковой роты 381-го стрелкового полка 109-й стрелковой дивизии сначала в составе 2-й ударной армии, а с сентября 1943 года — 42-й армии. Зимой 1944 года он участвовал в Новгородско-Лужской наступательной операции, в ходе которой была окончательно снята блокада Ленинграда. Однако с севера городу продолжала угрожать крупная группировка финско-немецких войск. С целью её разгрома советское командование приступило к разработке Выборгско-Петрозаводской операции.
Перед началом наступления на Карельском перешейке 109-й стрелковый корпус, в состав которого входила 109-я стрелковая дивизия, был скрытно переброшен в район Сестрорецка и был включён в состав 21-й армии. В ходе Выборгской операции подразделениям армии предстояло прорвать сильно укреплённую оборону противника глубиной до 120 километров, состоявшую из 3 линий и выборгских оборонительных обводов. Основу финской обороны составлял возведённый в 1942—1944 годах Карельский вал. Во время Советско-финской войны подразделения РККА затратили на прорыв этой обороны 100 дней. В июне 1944 года на выполнение боевых задач отводилось всего 12 дней. 10 июня 1944 года 1-я штурмовая рота лейтенанта Л. Н. Пономаренко стремительно форсировала реку Сестра и практически без потерь захватила первую линию финских траншей в полосе обороны 4-го армейского корпуса. Затем рота Пономаренко очистила от противника вторую линию траншей и блокировала ДЗОТ, обеспечив продвижение своего полка. Развивая наступление вдоль Приморского шоссе, к вечеру того же дня лейтенант Пономаренко со своими бойцами умелым манёвром занял посёлок Келломяки, не дав противнику организовать оборону. 11 июня, продолжая действовать в авангарде основных сил полка и сметая вражеские заслоны, 1-я штурмовая рота первой вступила в крупный населённый пункт Терийоки. Продвигаясь вдоль железной дороги Ленинград-Выборг, 109-й стрелковый корпус на рассвете 12 июня 1944 года вышел к Карельскому валу. Финны оказывали ожесточённое сопротивление, но за четыре дня боёв левый фланг 21-й армии прорвал оборону противника на всю глубину и вынудил финские войска отступить к полевым укреплениям, сохранившимся на разрушенной в 1940 году линии Маннергейма. 18 и 19 июня финские войска предприняли несколько яростных контратак, но вынуждены были отступить с большим уроном. 20 июня 1944 года подразделения 21-й армии начали штурм Выборга. В ходе уличных боёв лейтенант Л. Н. Пономаренко был ранен финским снайпером в плечо, но продолжал руководить своим подразделением. К вечеру город был полностью освобождён. Всего за 11 дней рота Пономаренко прошла с боями 120 километров и прорвала три линии вражеской обороны. В ходе Выборгской операции Леонид Николаевич неоднократно демонстрировал личное мужество и не раз вёл свою роту в атаку. 
Указом Президиума Верховного Совета СССР от 21 июля 1944 года лейтенанту Пономаренко Леониду Николаевичу за образцовое выполнение боевых заданий командования на фронте борьбы с немецкими захватчиками и проявленные при этом отвагу и геройство было присвоено звание Героя Советского Союза. 
После церемонии награждения в Кремле Леонид Николаевич вернулся в свою часть, которая воевала в составе 2-й ударной армии, и принимал участие в Нарвской операции. В конце июля 1944 года в землянку, в которой находился лейтенант Пономаренко, попал вражеский снаряд. Леонид Николаевич получил тяжелейшую контузию и осколочное ранение. Четыре месяца он находился на лечении в госпиталях и на фронт уже не вернулся. Службу продолжил в Октябрьском районном военкомате города Новосибирска. В августе 1946 года старший лейтенант Л. Н. Пономаренко был уволен в запас по состоянию здоровья. 
Почти тридцать лет Леонид Николаевич трудился на предприятиях Новосибирска: работал диспетчером на оборонном заводе «Электросигнал», старшим товароведом объединения «Главвостоктехснабнефть», старшим механиком холодильных установок на предприятии атомного комплекса «Новосибирский завод химконцентратов». С 1975 года Л. Н. Пономаренко на пенсии. Жил в городе Новосибирске. Занимался общественной и патриотической работой, часто встречался со школьниками, курсантами военно-патриотических клубов, являлся членом президиума Новосибирского областного комитета ветеранов войн и военной службы, членом Военно-научного общества Новосибирского дома офицеров, членом Новосибирского областного комитета «Победа». В 2005 году Новосибирским книжным издательством была издана книга воспоминаний Леонида Николаевича «Я был пехотой на войне…».
Леонид Николаевич Пономаренко умер 1 февраля 2014 года в Новосибирске на 95-м году жизни. Похоронен на Заельцовском кладбище.

## Награды и звания
- Медаль «Золотая Звезда» Героя Советского Союза (21.07.1944);
- орден Ленина (21.07.1944);
- орден Отечественной войны 1-й степени (11.03.1985);
- орден Отечественной войны 2-й степени (17.06.1944);
- медали, в том числе:
  - медаль «За отвагу»[источник не указан 1838 дней];
  - медаль «За оборону Москвы»[источник не указан 1838 дней];
  - медаль «За оборону Сталинграда»[источник не указан 1838 дней];
  - медаль «За оборону Ленинграда»;
- почётный гражданин Кемеровской области (2005)[7];
- почётный житель Новосибирска (2013)[8].
- орден «Доблесть Кузбасса» (2009);
- В 2013 году, в честь празднования 100-летия со дня рождения А. И. Покрышкина, награждён медалью Покрышкина[9];
- Памятный знак «За труд на благо города» (Новосибирск, 2013)[10].

## Память
- Имя Героя Советского Союза Л. Н. Пономаренко увековечено на Аллее Героев у Монумента Славы в городе Новосибирске.
- В МОУ «Средняя общеобразовательная школа № 8» города Юрги действует музей имени Героя Советского Союза Л. Н. Пономаренко.

## Документы
- Общедоступный электронный банк документов «Подвиг Народа в Великой Отечественной войне 1941—1945 гг.» Дата обращения: 28 октября 2012. Архивировано из оригинала 13 марта 2012 года.

Указ ПВС СССР о присвоении звания Героя Советского Союза. Дата обращения: 28 октября 2012. Архивировано 7 января 2013 года.
Орден Отечественной войны 2-й степени (наградной лист и приказ о награждении). Дата обращения: 28 октября 2012. Архивировано 7 января 2013 года.
Орден Отечественной войны 1-й степени (информация из карточки награждённого к 40-летию Победы). Дата обращения: 28 октября 2012. Архивировано 7 января 2013 года.